# نورمان إل. بيغز
نورمان إل. بيغز (بالإنجليزية: Norman L. Biggs)‏ هو عالم حاسوب ورياضياتي بريطاني، ولد في 2 يناير 1941.